# Fitxatges de la primera divisió espanyola de futbol 2007-2008
Els fitxatges de la primera divisió espanyola de futbol 2007-2008 inclou una llista de fitxatges en el mercat d'estiu (des de l'1 de juliol fins al 31 d'agost del 2007) i en el mercat d'hivern (des del 31 de desembre del 2007 fins al 31 de gener del 2008) dels equips de la primera divisió espanyola de futbol.

## Almería
Mercat d'estiu
Altes:
- Álvaro Negredo del Reial Madrid (€0,3m)
- Aitor López Rekarte de la Reial Societat
- Felipe Melo del Racing de Santander
- Natalio del CD Castellon
- Corona torna al Reial Saragossa
- Rubén Pulido del Getafe CF
- Juanma Ortiz de l'Atlètic de Madrid
- David Cobeño cedit des del Sevilla FC
- Mathias Vidangossy cedit des del Vila-real CF
- Julio dos Santos cedit des del Bayern München
- Diego Alves de l'Atlético Mineiro

Baixes:
- Laurent del Palmas a l'Elx CF
- Rodri torna al Deportivo de La Coruña
- José Mena torna al Deportivo Alavés
- Gorka Larrea Torna a la Reial Societat
- Mario Bermejo cedit al Poli Ejido
- Francisco al Granada 74
- Pedro Mairata al Gimnàstic de Tarragona
- Andrés Alberto a l'AD Ceuta
- Sander Westerveld al Sparta Rotterdam
- Joaquín Enrique Valerio Fi de contracte
- David Bermudo Fi de contracte (signa pel Pontevedra CF)

Mercat d'hivern
Altes:
- Guilherme del CR Vasco da Gama
- Iriney del Celta de Vigo
- Veljko Paunovic del Rubin Kazan

Baixes:
- Natalio cedit al Cadis CF
- Mathias Vidangossy cedit al Unión Española

## Athletic Club
Mercat d'estiu
Altes:
- David López de l'CA Osasuna
- Iñaki Muñoz de l'CA Osasuna
- Aitor Ocio del Sevilla FC
- Gorka Iraizoz de l'Espanyol
- David Cuéllar del Gimnàstic
- Koikili del Sestao River
- Asier Del Horno cedit pel València CF

Baixes:
- Javier Iturriaga a la UD Salamanca
- Javi González a l'Hèrcules CF
- Ismael Urzáiz a l'AFC Ajax
- Alex García al Vila-real B
- Josu Sarriegi al Panathinaikos FC
- Unai Alba a l'Hèrcules CF
- Iñaki Lafuente cedit al RCD Espanyol
- Mikel Dañobeitia fi de contracte (signa pel UD Salamanca)

Mercat d'hivern
Altes:
- Armando del Cadis CF

Baixes:
- Ion Vélez cedit a l'Hèrcules CF

## Atlètic de Madrid
Mercat d'estiu
Altes:
- Christian Abbiati cedit des de l'AC Milan
- Raúl García de l'CA Osasuna (€13m)
- Cléber Santana del Santos
- Luis García del Liverpool FC (11 mln €)
- Diego Forlán del Vila-real CF (21 mln €)
- Simão Sabrosa del Benfica (20 mln € + 2 jugadors)
- José Antonio Reyes de l'Arsenal FC (12 mln €)
- Thiago Motta del FC Barcelona (1 mln €)

Baixes:
- Federico Azcárate a l'AEK Athens
- Luciano Galletti a l'Olympiacos
- Gabi al Reial Saragossa
- Fernando Torres al Liverpool FC (30 milions €)
- Francisco Molinero al RCD Mallorca
- Costinha a l'Atalanta BC
- Martin Petrov al Manchester City FC
- Roberto cedit al Gimnàstic
- Iván Cuéllar cedit a l'SD Eibar
- Toché al Numància
- Mario Suárez cedit al Celta de Vigo
- Diego Costa cedit al Celta de Vigo
- José Ignacio Zahinos al Recreativo
- Peter Luccin al Reial Saragossa

Mercat d'hivern
Baixes:
- Maniche cedit a l'Inter Milan

## FC Barcelona
Mercat d'estiu
Altes:
- Thierry Henry de l'Arsenal FC (24 mln €)
- Yaya Touré de l'AS Monaco (12 mln €)
- Bojan Krkic Pujat del FC Barcelona B
- Giovanni dos Santos Pujat del FC Barcelona B
- Eric Abidal de l'Olympique de Lió (14 mln €)
- Gabriel Milito del Reial Saragossa (20.5 mln €)

Baixes:
- Javier Saviola Fi de contracte (signa amb el Reial Madrid)
- Giovanni van Bronckhorst Fi de contracte (signa amb el Feyenoord)
- Ludovic Giuly a l'AS Roma (3 mln €)
- Maxi López al FC Moskva
- Juliano Belletti al Chelsea FC (5.5 mln €)
- Rubén cedit al Ferrol
- Thiago Motta a l'Atlètic de Madrid (1 mln €)
- Jesús Olmo cedit al Ferrol

Mercat d'hivern
Altes:
- José Manuel Pinto cedit des del Celta de Vigo

Baixes:
- Marc Crosas cedit a l'Olympique de Lió

## Betis
Mercat d'estiu
Altes:
- Mariano Pavone del Estudiantes
- Leandro Somoza cedit des del Vila-real CF
- Willian Lima del Atlético Mineiro
- Mark González del Liverpool FC
- Marko Babic del Leverkusen
- Ricardo del Sporting
- Branko Ilic del NK Domžale
- José Mari del Vila-real CF

Baixes:
- Marcos Assunção a l'Al-Ahli
- Robert torna al PSV Eindhoven
- Jorge Wagner al São Paulo
- Benjamín Zarandona al Xerez CD
- Fabrice Pancrate torna al Paris-SG
- Enrique Romero Retirat
- Johann Vogel Left out of the squad (not registered)
- Alejandro Lembo al Danubio FC
- Pedro Contreras cedit al Cadis CF
- Juanlu cedit al Córdoba CF
- Oscar López cedit al Gimnàstic
- Tati Maldonado cedit al Gimnàstic
- Miguel Ángel cedit al Llevant UE
- Dani cedit al Cadis CF

## Deportivo
Mercat d'estiu
Altes:
- Rodri torna del UD Almería
- Rubén Castro torna del Gimnàstic
- Momo torna del Racing Santander
- Xisco torna del UD Vecindario
- Ángel Lafita cedit des del Reial Saragossa
- Andrés Guardado del Atlas (7 mln €)
- Aythami del UD Las Palmas (0.6 mln €)

Baixes:
- Joan Capdevila Méndez al Vila-real CF
- Javier Arizmendi al València CF
- Juanma al CD Tenerife
- Jorge Andrade al Juventus FC (10 mln €)
- Rodri cedit al Poli Ejido
- Momo cedit al Xerez CD

Manager in:
- Miguel Ángel Lotina de la Reial Societat

Manager out:
- Joaquín Caparrós Fi de contracte (took over Athletic Club)

Mercat d'hivern
Altes:
- Christian Wilhelmsson cedit des del FC Nantes

Baixes:
- Pablo Álvarez Núñez cedit al Racing de Santander
- Aythami Artiles Oliva cedit al Xerez CD

## RCD Espanyol
Mercat d'estiu
Altes:
- Clemente Rodríguez del Boca Juniors (2,5 mln €)
- Kiko Casilla del Reial Madrid Castella
- Sergio Sánchez torna del Reial Madrid Castella
- Valdo de l'CA Osasuna
- José Luis Plata del Màlaga CF
- Milan Smiljanic del FK Partizan

Baixes:
- Juan Velasco Fi de contracte
- Eduardo Costa cedit al Grêmio
- Sergio Sánchez cedit al Racing de Santander
- Walter Pandiani al CA Osasuna

Mercat d'hivern
Altes:
- Ewerthon cedit des del Reial Saragossa

Baixes:

## Getafe CF
Mercat d'estiu
Altes:
- Miguel Pallardó cedit des del València CF
- Pablo Hernández cedit des del València CF
- Ikechukwu Uche del Recreativo de Huelva
- Mario del Recreativo de Huelva
- Jajá torna del K.R.C. Genk
- Daniel "Cata" Díaz del Boca Juniors (6 mln €)
- Oscar Ustari del Independiente
- Kepa del Sevilla FC
- Esteban Granero cedit des del Reial Madrid
- Rubén del la Red del Reial Madrid

Baixes:
- Alexis al València CF
- Javier Paredes al Reial Saragossa
- Rubén Pulido a la UD Almería
- Maris Verpakovskis torna al FC Dynamo Kiev
- Ángel Vivar Dorado al Reial Valladolid

Mercat d'hivern
Altes:
- Jaime Gavilán del València CF

Baixes:
- Alberto al Granada 74
- Luis García cedit al Celta de Vigo

## Llevant
Mercat d'estiu
Altes:
- David Castedo del Sevilla FC
- Emilio Viqueira del Recreativo
- Miquel Robusté del RCD Espanyol
- Javi Fuego del Sporting de Gijón
- Pedro León del Reial Múrcia CF
- Juanma torna del Recreativo
- Vladan Kujovic del Roda JC
- Alexandre Geijo del Xerez CD
- Sávio de la Reial Societat
- Bruno Cirillo de l'AEK Athens
- Marco Storari cedit des de l'AC Milan
- Christian Riganò del Messina
- Xota Arveladze de l'AZ Alkmaar
- Miguel Ángel cedit des del Reial Betis

Baixes:
- Alexis al Reial Valladolid
- Diego Camacho al Reial Valladolid
- José Francisco Molina Fi de contracte
- Salva torna al Màlaga CF
- Olivier Kapo torna al Juventus FC
- Frederic Dehu Fi de contracte
- Sylvain N'Diaye cedit al CD Tenerife
- Zé Maria Fi de contracte
- Gustavo Reggi al CE Castelló

Mercat d'hivern
Altes:
Baixes:
- Sávio Fi de contracte
- Marco Storari al Cagliari Calcio
- Bruno Cirillo cedit al Reggina

## Mallorca

### Mercat d'estiu
Altes:
- Germán Lux del River Plate (2 milions $)
- Borja Valero del Reial Madrid Castella (0 €)
- Francisco Molinero de l'Atlètic de Madrid
- David Navarro cedit des del València CF
- Pierre Webó de l'CA Osasuna
- Gonzalo Castro del Nacional Montevideo (4 milions €)
- Daniel Güiza del Getafe CF (4 milions €)

Baixes:
- Toni Prats a l'Hèrcules CF
- Maxi López torna al FC Barcelona
- Boško Janković a la US Palermo

### Mercat d'hivern
Altes:
- Lionel Scaloni cedit per un any i mig del SS Lazio

Baixes:
- Guillermo Pereyra al Lokomotiv Moskow

## Reial Múrcia
Mercat d'estiu
Altes:
- Enrique del Lucas del Deportivo Alavés
- César Arzo cedit des del Vila-real CF
- Iñigo del SD Eibar
- Henok Goitom cedit des del Udinese Calcio
- Pablo García cedit des del Reial Madrid
- Mario Regueiro cedit des del València CF
- Álvaro Mejíal del Reial Madrid
- José Maríal Movilla del Reial Saragossa

Baixes:
Mercat d'hivern
Altes:
- Rosinei del Corinthians
- Abderrahman Kabous del CSKA Sofia

Baixes:

## Osasuna
Mercat d'estiu
Altes:
- Xavier Margairaz del FC Zürich
- Javier Portillo del Gimnàstic de Tarragona
- Nicolás Medina del Universidad del Chile
- Iñaki Astiz Ventura torna del Legia Varsòvia
- Hugo Viana cedit des del València CF
- Carlos Vela cedit des de l'Arsenal FC
- Jaroslav Plasil de l'AS Monaco
- Javi García del Reial Madrid (€2.5m)
- Walter Pandiani del RCD Espanyol

Baixes:
- Juanlu torna al Reial Betis
- Valdo al RCD Espanyol
- David López a l'Athletic Club
- Raúl García a l'Atlètic de Madrid (€13m)
- Roberto Soldado torna al Reial Madrid
- Carlos Cuéllar al Rangers FC (3,5 mln €)
- Pierre Webó al RCD Mallorca
- Nicolás Medina cedit a la SD Eibar

Mercat d'hivern
Altes:
- Martín Astudillo cedit des del CD Alavés

Baixes:

## Racing de Santander
Mercat d'estiu
Altes:
- Jorge López del València CF
- Aldo Duscher del Deportivo de La Coruña
- Euzebiusz Smolarek del Borussia Dortmund
- Sergio Sánchez cedit des del RCD Espanyol
- Mohammed Tchité del RSC Anderlecht
- Danny Szetela del Columbus Crew
- Fabio Coltorti del Grasshoppers Zürich
- César Navas del Màlaga CF

Baixes:
- Momo torna al Deportivo de La Coruña
- Javier Balboa torna al Reial Madrid
- Pablo Alfaro Retirat
- Rubén al Celta de Vigo
- Lionel Scaloni al S.S. Lazio
- Nikola Žigic al València CF (€ 18 mill.)

Mercat d'hivern
Altes:
- Damián Ismodes del Sporting Cristal
- Sergio Orteman de l'Istanbul B.B.
- Pablo Álvarez Núñez cedit des del Deportivo de la Coruña

Baixes:

## Reial Madrid
Mercat d'estiu
Altes: 	 
- Christopher Schorch del Hertha Berlin (€0.6m)
- Christoph Metzelder del Borussia Dortmund
- Júlio Baptista torna de l'Arsenal FC
- Roberto Soldado Torna de l'CA Osasuna
- Javier Balboa torna del Racing Santander
- Pablo García torna del Celta de Vigo
- Pepe del FC Porto (30 mln €)
- Javier Saviola del FC Barcelona
- Jerzy Dudek del Liverpool FC
- Wesley Sneijder de l'AFC Ajax (27 mln €)
- Royston Drenthe del Feyenoord (14 mln €)
- Gabriel Heinze del Manchester United FC (12 mln €)
- Arjen Robben del Chelsea FC (€31-35 Million)

Baixes: 	 
- David Beckham al Los Angeles Galaxy
- Jonathan Woodgate al Middlesbrough (10 mln €) (permanent move)
- Roberto Carlos al Fenerbahçe SK
- Carlos Diogo al Reial Saragossa (6 mln €) (permanent move)
- Francisco Pavón al Reial Saragossa
- Diego López al Vila-real CF (6 mln €)
- Borja Valero al RCD Mallorca
- Pablo García cedit al Reial Múrcia CF
- José Antonio Reyes torna a l'Arsenal FC
- Raúl Bravo a l'Olympiacos (2,3 mln €)
- Álvaro Mejía al Reial Múrcia CF (undisclosed fee + an option al buy Dani Aquino Arxivat 2007-10-13 a Wayback Machine.)
- Iván Helguera al València CF
- Emerson a l'AC Milan (5 mln €)
- Cicinho a l'AS Roma (9 mln €)
- Antonio Cassano cedit al UC Sampdoria
- Esteban Granero cedit al Getafe CF
- Rubén de la Red al Getafe CF
- Javi García al CA Osasuna (€2.5m)

Manager in:
- Bernd Schuster del Getafe CF

Manager out:
- Fabio Capello Fi de contracte

Mercat d'hivern
Altes: 
- Daniel Opare de l'Ashanti Gold SC (£2 m) (Will begin playing next season)

Baixes:

## Recreativo de Huelva
Mercat d'estiu
Altes:
- Carlos Martins del Sporting CP
- Silvestre Varela cedit des del Sporting CP
- Javier Camuñas del Xerez CD
- Beto del FC Girondins de Bordeaux (permanent move)
- Quique Álvarez del Vila-real CF
- Marcos García cedit des del Vila-real CF
- Martín Cáceres cedit des del Vila-real CF
- Javi Guerrero del Celta de Vigo (permanent move)
- Gerard López de l'AS Monaco
- Mariano Barbosa del Vila-real CF
- Edwin Congo del Sporting de Gijón

Baixes:
- César Arzo torna al Vila-real CF
- Santi Cazorla torna al Vila-real CF
- Juan Merino Retirat
- Ikechuwku Uche al Getafe CF
- Mario al Getafe CF
- Cheli al Màlaga CF
- Emilio Viqueira al Llevant UE

Mercat d'hivern
Altes:
- Marco Rubén cedit des del Vila-real CF

Baixes:

## Sevilla
Mercat d'estiu
Altes:
- Jesuli Torna de la Reial Societat
- Kepa torna del West Ham United FC
- Tom del Mul de l'AFC Ajax
- Morgan del Sanctis del Udinese Calcio
- Khalid Boulahrouz cedit des del Chelsea FC
- Ariza Makukula torna del Gimnàstic de Tarragona
- Seydou Keita del RC Lens
- Aquivaldo Mosquera del CF Pachuca
- Arouna Koné del PSV Eindhoven

Baixes:
- David Castedo al Llevant UE
- Kepa al Getafe CF
- Aitor Ocio a l'Athletic Club
- Ariza Makukula cedit al C.S. Marítimo
- Antonio Puerta mort

Mercat d'hivern
Altes:
Baixes:
- Andreas Hinkel al Celtic FC (€2,6m)
- Aleksandr Kerjakov al Dynamo Moscou (£5m)[1]
- Ariza Makukula al Benfica (£2m)[2]
- Jesuli Loan al CD Tenerife
- José Luis Martí Loan al CD Tenerife

## València CF
Mercat d'estiu
Altes: 
- Alexis del Getafe CF
- Javier Arizmendi de l'Atlètic de Madrid
- Juan Manuel Mata del Reial Madrid Castella
- Timo Hildebrand del Vfb Stuttgart
- Stephen Sunday del Polideportivo Ejido
- Marco Caneira torna del Sporting CP
- Iván Helguera del Reial Madrid
- Nikola Žigic del Racing Santander

Baixes:
- Roberto Ayala al Reial Saragossa
- Miguel Pallardó cedit al Getafe CF
- Pablo Hernández cedit al Getafe CF
- David Navarro Pedrós cedit al RCD Mallorca
- Hugo Viana cedit al CA Osasuna
- Ludovic Butelle cedit al Reial Valladolid
- Mario Regueiro cedit al Reial Múrcia CF
- Asier Del Horno cedit a l'Athletic Club

Mercat d'hivern
Altes: 
- Ever Banega del Boca Juniors
- Hedwiges Maduro de l'AFC Ajax

Baixes:
- David Albelda Apartat de l'equip
- Santiago Cañizares Apartat de l'equip
- Miguel Ángel Angulo Apartat de l'equip
- Manuel Fernandes cedit a l'Everton FC

## Valladolid
Mercat d'estiu
Altes:
- Jonathan Sesma del Cadis CF
- Alexis del Llevant UE
- Diego Camacho del Llevant UE
- Ángel Vivar Dorado del Getafe CF
- Ludovic Butelle cedit des del València CF

Mercat d'hivern
Altes:
- Marcos Aguirre del Lanús
- Vladimir Manchev del Celta de Vigo

Baixes:
- Diego Figueredo al Cerro Porteño

## Vila-real CF
Mercat d'estiu
Altes:
- Mathias Vidangossy del Unión Española
- Giuseppe Rossi del Manchester United FC
- Joan Capdevila Méndez del Deportivo de La Coruña
- Diego López Rodríguez del Reial Madrid
- Tomané Nunes del Sporting Lisbon
- Martín Cáceres del Defensor Sporting Club
- Diego Godín del Nacional Montevideo
- Stefan Babovic de l'OFK Beograd
- Feliciano Condesso del Southampton FC
- Juan Román Riquelme torna del Boca Juniors
- Santi Cazorla torna del Recreativo de Huelva
- Rio Mavuba del FC Girondins de Bordeaux (8 mln €)
- Ángel del Celta de Vigo

Baixes:
- Rodolfo Arruabarrena a l'AEK Atenes FC
- Alessio Tacchinardi torna al Juventus FC
- César Arzo cedit al Reial Múrcia CF
- Diego Forlán a l'Atlètic de Madrid
- Luis Valencia cedit al Wigan Athletic
- Quique Álvarez al Recreativo de Huelva
- Marcos García cedit al Recreativo de Huelva
- José Mari al Reial Betis
- Mariano Barbosa al Recreativo de Huelva
- Juan Manuel Peñal al Celta de Vigo
- Mathias Vidangossy cedit a la UD Almería

Mercat d'hivern
Altes:
- Marco Rubén del River Plate
- Sebastián Eguren del Hammarby IF
- Felipe Manoel del São Bernardo Futebol Clube

Baixes:
- Rio Mavuba cedit al Lille OSC
- Marco Rubén cedit al Recreativo de Huelva
- Felipe Manoel cedit al Sport Club do Recife

## Reial Saragossa
Mercat d'estiu
Altes:
- Gabi de l'Atlètic de Madrid
- Francelino Matuzalem del Xaktar Donetsk
- Javier Paredes del Getafe CF
- Corona torna del UD Almería
- David Generelo torna del Gimnàstic de Tarragona
- Ricardo Oliveira cedit des de l'AC Milan
- Roberto Ayala del Vila-real CF
- Francisco Pavón del Reial Madrid
- Peter Luccin de l'Atlètic de Madrid

Baixes:
- Gerard Piqué torna al Manchester United FC
- Ángel Lafita cedit al Deportivo de La Coruña
- Agustín Aranzábal Retirat
- César Retirat
- José María Movilla al Reial Múrcia CF

### Mercat d'hivern
Altes:
- Ewerthon Torna cedit del VfB Stuttgart

Baixes:
- Ewerthon cedit al RCD Espanyol
- Andrés D'Alessandro cedit al San Lorenzo